# Entodon cladorrhizans
Entodon cladorrhizans är en bladmossart som beskrevs av C. Müller 1845. Entodon cladorrhizans ingår i släktet Entodon och familjen Entodontaceae. Inga underarter finns listade i Catalogue of Life.

## Bildgalleri

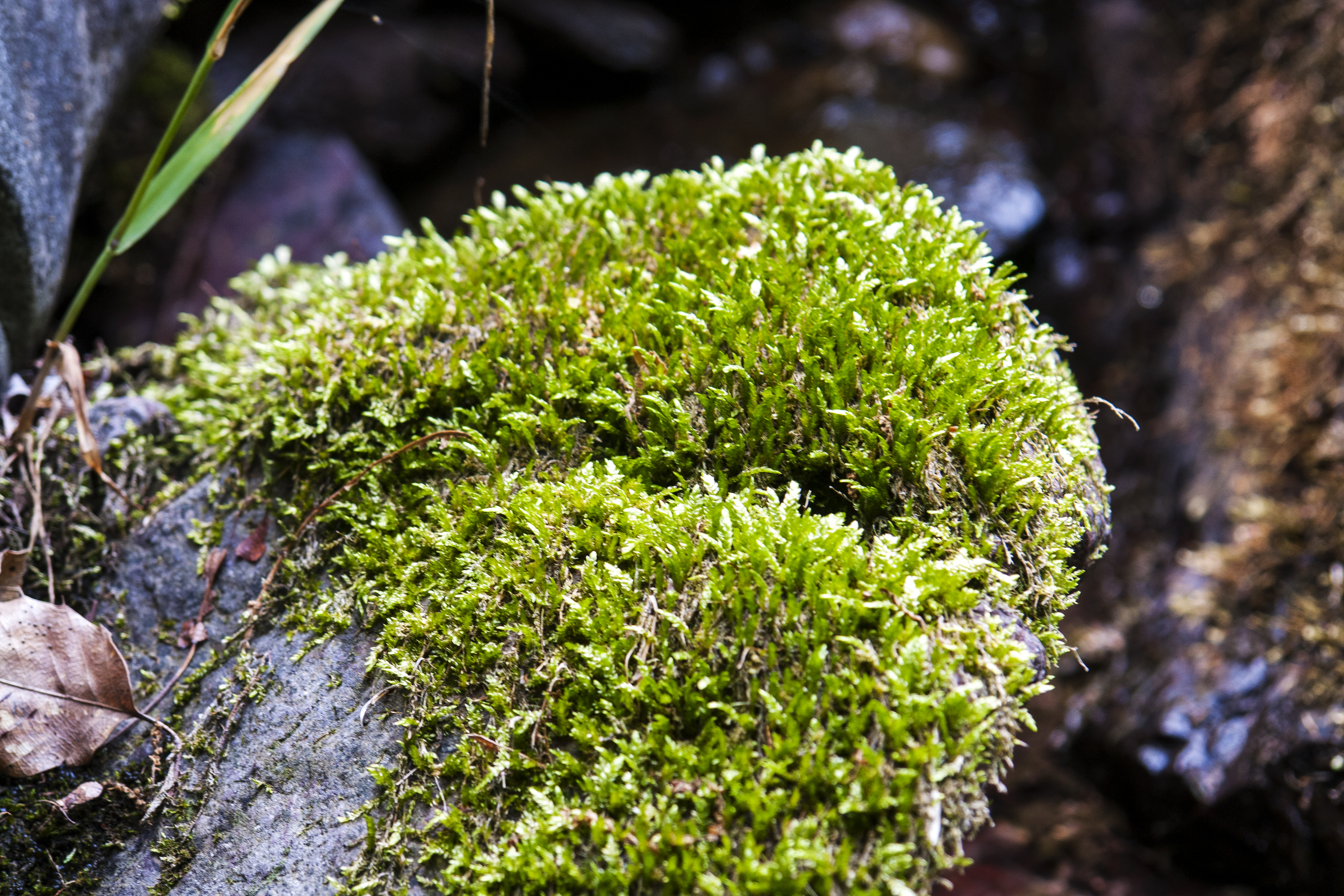
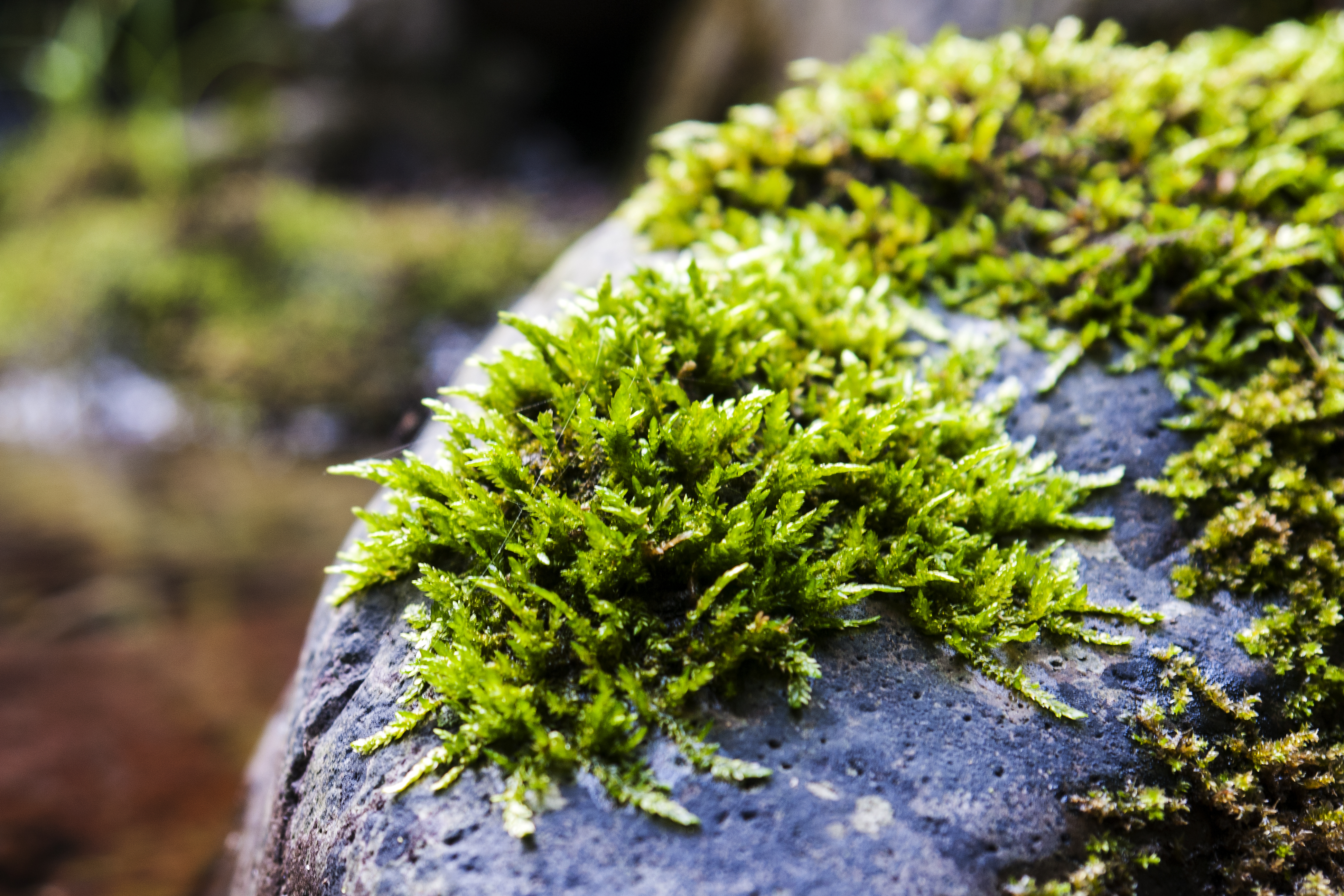
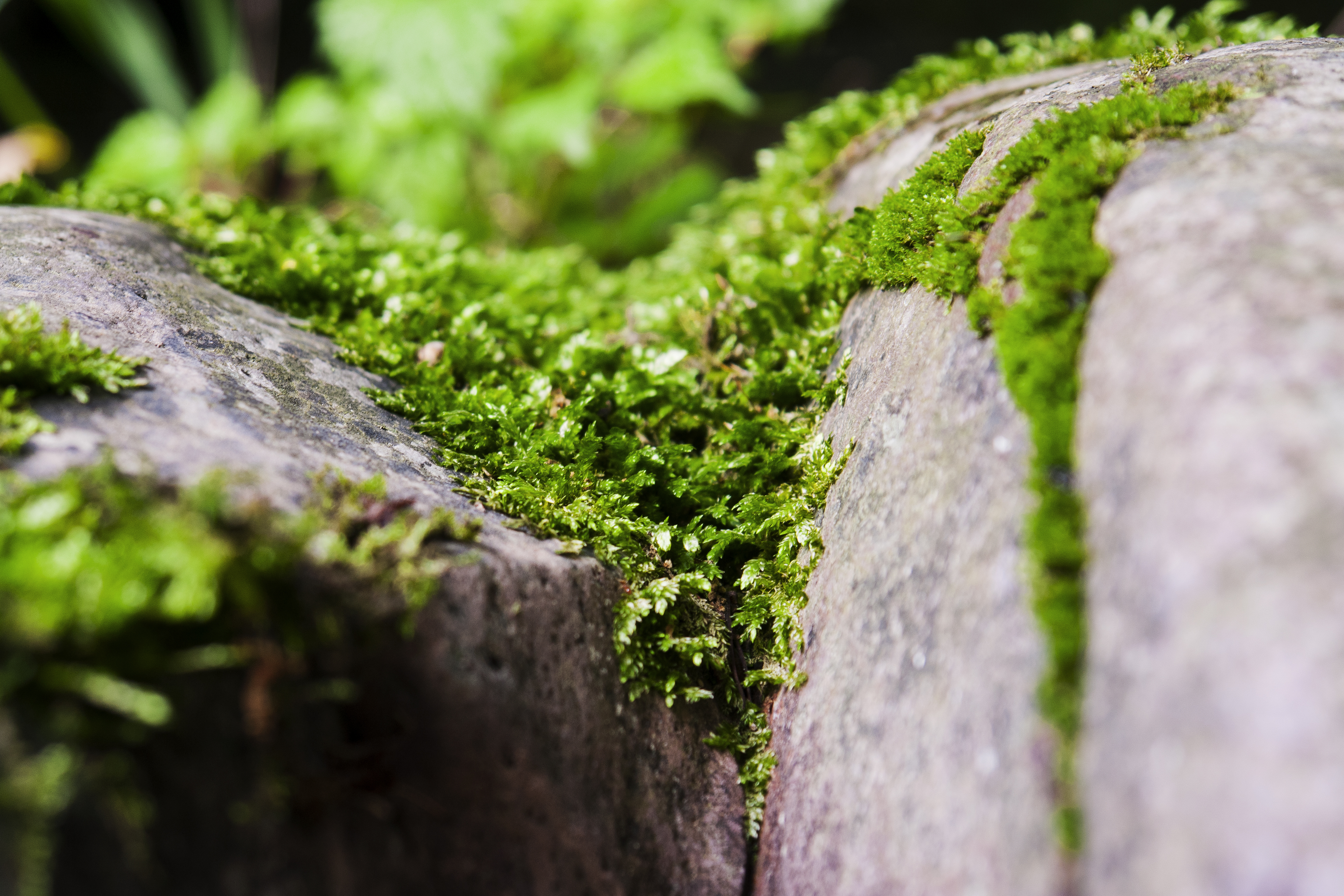